# 맥신 엘리어트 힉스
맥신 엘리어트 힉스(Maxine Elliott Hicks, 1904년 10월 5일 ~ 2000년 1월 10일)는 미국의 연극 배우, 영화배우이다.
덴버에서 태어났으며 샌클레멘테에서 사망하였다. 포리스트 론 메모리얼 파크에 매장되었다.

## 영화
- 영혼의 사랑 (1991년)
- 올 인 더 패밀리 (1968년) - 미시즈 브래들리 역
- 프라이빗 넘버 (1936년)
- 네이비 블루스 (1929년)
- 푸어 리틀 리치 걸 (1917년)